# Maria Victoria al Pozzo della Cisterna
Maria del Pozzo della Cisterna  Maria Vittoria Carlotta Enrichetta Giovanna del Pozzo della Cisterna, född 9 augusti 1847 i Paris och död 8 november 1876 i Sanremo, var drottning av Spanien och prinsessa av Italien; gift med kung Amadeus I av Spanien.

## Biografi
María Victoria var dotter till Charles Emmanuel, prins dal Pozzo dalla Cisterna och Louise Caroline Ghislaine, grevinna av Merode. Hon var hertiginna av Aosta (1863–1876) och drottning av Spanien (1870–1873).
Den 30 maj 1863 gifte hon sig i Turin med prins Amadeo, hertig av Aosta, son till kung Viktor Emanuel II av Italien. Hon blev drottning av Spanien när hennes make hertigen av Aosta valdes till kung 16 november 1870. Amadeo abdikerade från den spanska tronen 11 februari 1873.
Maria Victoria var inte politiskt aktiv utan ägnade sig åt de välgörenhetsuppgifter som ansågs passande för en kungagemål under sin tid som drottning. Hon stödde en skola för barn till tvätterskor och instiftade orden Orden Civil de María Victoria att delas ut till personer som utmärkt sig inom främst undervisning. Hon lämnade Spanien efter republikens införande och avled av en långvarig tuberkulos.

## Barn
1. Emanuele Filiberto, 2:e hertig av Aosta (1869–1931) marskalk av Italien, gift med prinsessan Hélène av Orléans (1871 – 1951), dotter till prins Ludvig Filip, greve av Paris.
2. Vittorio Emanuele, greve av Turin (1870 – 1946).
3. Luigi Amedeo, hertig av Abruzzo (1873 – 1933) viceamiral i italienska marinen